# 高氯酸锰
高氯酸锰(II)，或称高氯酸亚锰，是一种无机化合物，化学式为Mn(ClO4)2。

## 制备
无水高氯酸在−80℃下作用于无水硝酸锰，再升温至0℃反应，得到六水高氯酸锰。也可简单地由过量的高氯酸作用于一氧化锰或碳酸锰，再减压浓缩、结晶得到产物。

## 物理性质
高氯酸锰是易吸湿的固体，其水合物可溶于乙醇。

## 化学性质
高氯酸锰(II)中，ClO4-有使Mn2+氧化的倾向，故其不稳定，在150℃分解，产生二氧化锰。

## 配合物
高氯酸锰可以形成高氯酸三碳酰肼合锰(II)、高氯酸六咪唑合锰(II)等配合物，高氯酸三碳酰肼合锰(II)（[Mn(CHZ)3](ClO4)2）由碳酰肼和高氯酸锰在水溶液中反应得到。